# JR東日本DD18形ディーゼル機関車

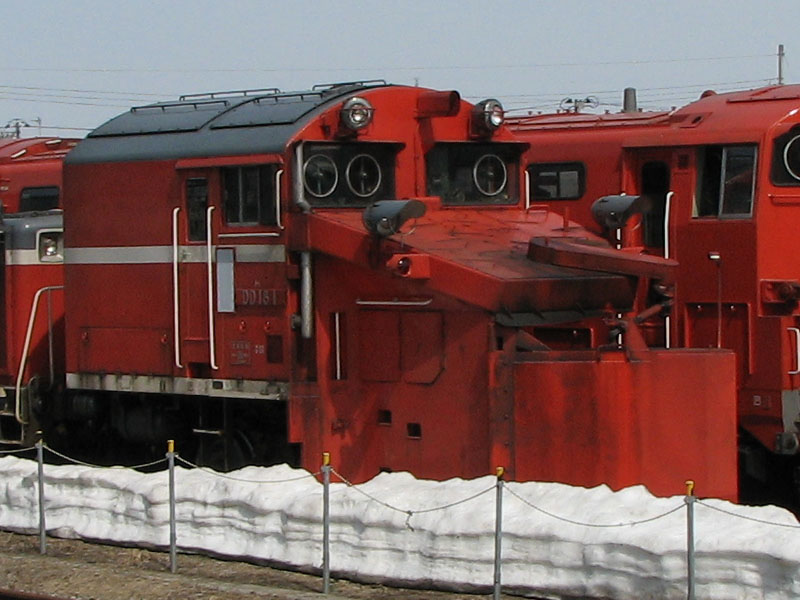
福島側ヘッド

DD18形ディーゼル機関車（DD18がたディーゼルきかんしゃ）は、かつて東日本旅客鉄道（JR東日本）に在籍した除雪用液体式ディーゼル機関車である。

## 概要
奥羽本線福島駅 - 山形駅間における新在直通運転（ミニ新幹線化）に合わせて、同区間を従来の狭軌 (1,067 mm) から標準軌 (1,435 mm) に改軌することになったが、それに伴い降雪量が多いこの区間のために、専用の除雪車両を投入する必要が生じた。それに伴い1991年に従来機を改造したのが本形式である。後に、奥羽本線の大曲駅 - 秋田駅間と田沢湖線の標準軌化に際して1996年に1両が増備された。最大で3両が在籍したが、後継の除雪車両となるモーターカーENR1000形が登場したため、2007年中に2・3が相次いで廃車され、残った1も2008年のシーズン限りで運用を離脱し、同年6月5日付で廃車された。
番号の新旧対照は次のとおり。
- DD18 1 ← DD51 796
- DD18 2 ← DD51 742
- DD18 3 ← DD51 783

## 構造
機関車本体はDD51形、ラッセルヘッド車はDE15形の前頭車を種車としている。改造内容としては標準軌への改軌が主であり、機関車本体の動力台車は新製により賄われたが、機関車本体の中間台車とラッセルヘッド部の台車は種車のものを改造して使用していた。種車であるDD51形の中間台車は空気ばね式であったが、軸重調整機能は不要となったため改造時にコイルばね式に変更された。また除雪用への転用に伴い、機関車本体にはラッセルヘッドとの連結固定装置が追設された。自動列車停止装置は、ATS-S形からATS-P形に変更された。